# Tāriq ibn Ziyād

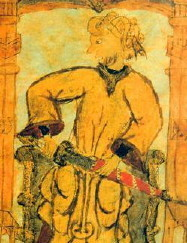
Tariq ibn Ziyad

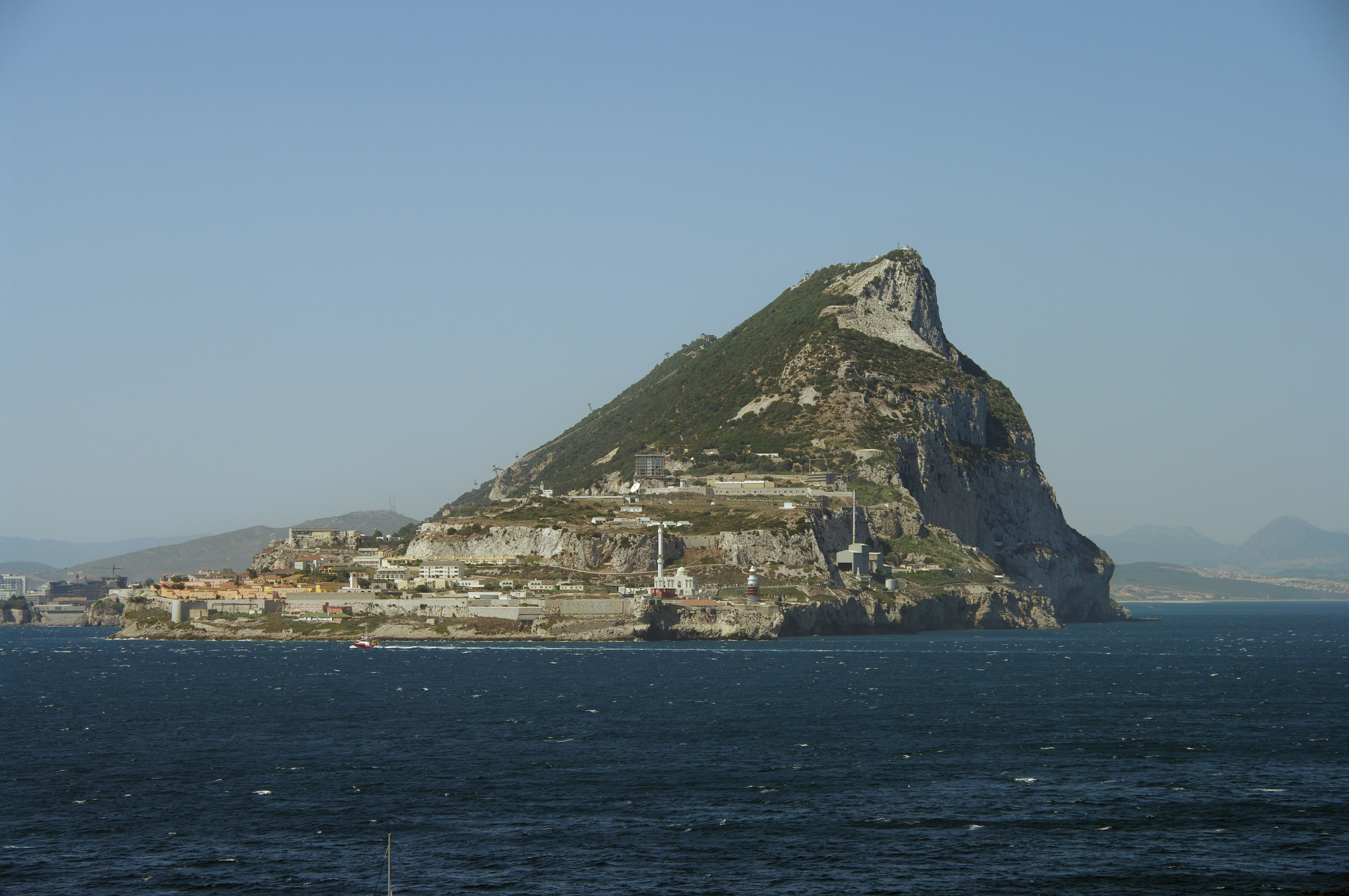
Der Fels von Gibraltar vom Meer aus gesehen

al-Andalus, um 732

Tāriq ibn Ziyād (arabisch طارق بن زياد, DMG Ṭāriq b. Ziyād, tamazight ⵟⴰⵔⵉⵇ ⴱⵏ ⵣⵉⵢⴰⴷ; * um 670; † 720) war ein berberisch-muslimischer Feldherr und Eroberer des Westgotenreichs (711–714 n. Chr.).

## Leben
Tariq war ein zum Islam übergetretener Berber und unterstand als Truppenführer und Gouverneur von Tanger Musa ibn Nusayr, dem Statthalter von Ifrīqiya (703–714). Nach einem ersten erfolgreichen muslimischen Streifzug vom Maghreb, dem Gebiet des heutigen Marokko, ins Westgotenreich unter Tarif ibn Malik im Juli 710  fiel Tariq im Frühjahr 711 mit rund 7000 Mann, vor allem Berber, auf der Iberischen Halbinsel ein. Sie überquerten die Straße von Gibraltar von Ceuta aus, angeblich unterstützt von dessen byzantinischem Statthalter Julian.  Der Name Gibraltars ist die spanische Ableitung des arabischen Dschabal Ṭāriq (جبل طارق), d. h. Berg des Tariq. Von dort aus eroberten die Muslime die Iberische Halbinsel (arab. al-Andalus).
Nachdem er Verstärkung von 5000 Mann erhalten hatte, besiegte er die Westgoten unter Roderich in der achttägigen Schlacht am Río Guadalete (19.–26. Juli 711) entscheidend. Behauptungen mittelalterlicher Chronisten, wonach die Niederlage der Westgoten durch Verrat verschuldet wurde, sind von der neueren Forschung als unzutreffend erwiesen worden. Da König Roderich in der Schlacht fiel, brach die westgotische Verteidigung schnell zusammen, so dass Tariq, entgegen den Befehlen von Musa ibn Nusayr, schnell Córdoba, Málaga und die Hauptstadt Toledo erobern konnte.
Im Juni 712 traf Musa ibn Nusayr mit einem vorwiegend arabischen Heer (18.000 Mann) ein und eroberte Medina-Sidonia, Carmona und Sevilla. Zwar wurde Tariq wegen der Missachtung der Befehle von Musa bestraft, doch führten beide die Eroberung des Landes weiter und stießen bis nach Saragossa und Navarra vor. Allerdings kam es schon zu ersten Konflikten wegen der Verteilung der Eroberungen. Während die Araber sich vorwiegend im fruchtbaren Süden ansiedeln konnten, wurden den Berbern die Grenzgebiete im Norden zugewiesen. Bevor er über die Pyrenäen nach Septimanien vorstoßen konnte, wurde Tariq ibn Ziyad zusammen mit seinem Vorgesetzten Musa ibn Nusayr vom Kalifen al-Walid I. nach Damaskus beordert (714). Der Kalif war darüber erzürnt, dass die beiden ihn lediglich über die Eroberung informiert, aber nicht auf seinen Befehl gehandelt hatten. Tariq und Musa wurden ihrer Ämter enthoben und fielen in Ungnade.
Der Beiname Tariq (arabisch طارق, DMG Ṭāriq ‚Morgenstern‘) ist arabischen Ursprungs; der vollständige Name bedeutet also Tariq, Sohn des Ziyad. In heutigen Berbersprachen ist Tariq unter dem Namen Ouziyad bzw. Ouziad bekannt.
Ob es sich bei Tariq tatsächlich um eine historische Figur handelt, ist in jüngerer Zeit in Frage gestellt worden. Der Arabist Emilio González Ferrín von der Universität Sevilla vertritt in seiner in Spanien vielbeachteten Historia General de Al Ándalus die These, dass es im 8. Jahrhundert keine arabisch-muslimische Eroberung gegeben habe, sondern vielmehr eine bürgerkriegsartige Situation zwischen verschiedensten Volksgruppen. Die Landnahme durch Tariqs Berber sei demnach ein Gründungsmythos, der erst zur Zeit der Almoraviden im 11. Jahrhundert in die Welt gesetzt worden sei, um die Machtübernahme durch eine lange bestehende muslimische Präsenz auf der Iberischen Halbinsel zu legitimieren.

## Nachwirkung
In Europa tragen viele Moscheen den Namen Tariqs, in Deutschland etwa die Tarik Bin Ziyat Camii in Gelsenkirchen oder die Tarik-Ben-Ziad-Moschee im Gallus-Viertel von Frankfurt am Main. In den Berbergebieten Marokkos wurden nach der Unabhängigkeit Schulen nach ihm umbenannt, so gibt es in Azrou und Ifrane ein Lycée Qualifiant Tarik Ibn Ziad.
Eine 1995 in Dienst gestellte Fähre der Algérie Ferries ist nach ihm benannt.

## Rezeption
In den Geschichten aus Tausendundeine Nacht taucht Tariq ibn Ziyad als Akteur in der Geschichte von der Stadt Lebta auf.